# Peto
Peto – miasto w Meksyku, w stanie Jukatan.